# یاماها اس‌آر۴۰۰ و اس‌آر۵۰۰
یاماها SR400 (۱۹۷۸-۲۰۱۸) و SR500 (۱۹۷۸-۱۹۹۹) یک موتورسیکلت ژاپنی تک‌سیلندر، هوا خنک (بدون رادیاتور)، تولید شرکت یاماها به عنوان یک نسخه خیابانی در دهه ۱۹۷۰. و هر دو مدل فقط از راه هندل روشن می‌شوند یعنی بدون استارت الکتریکی.

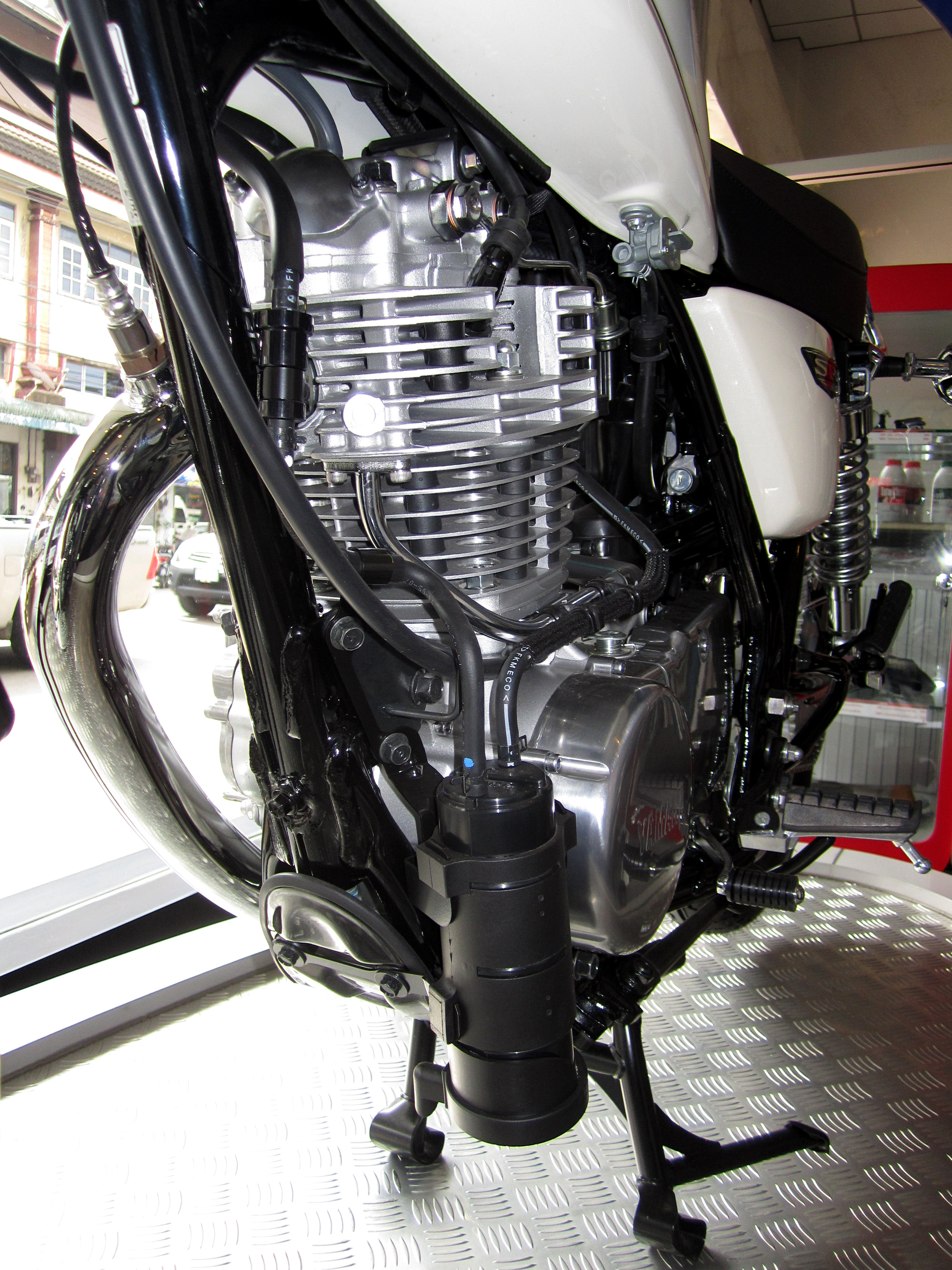
یاماها اس‌آر ۴۰۰ (۲۰۱۴) مجهز به کپسول EVAP برای کاهش انتشار گازهای گلخانه ای است.

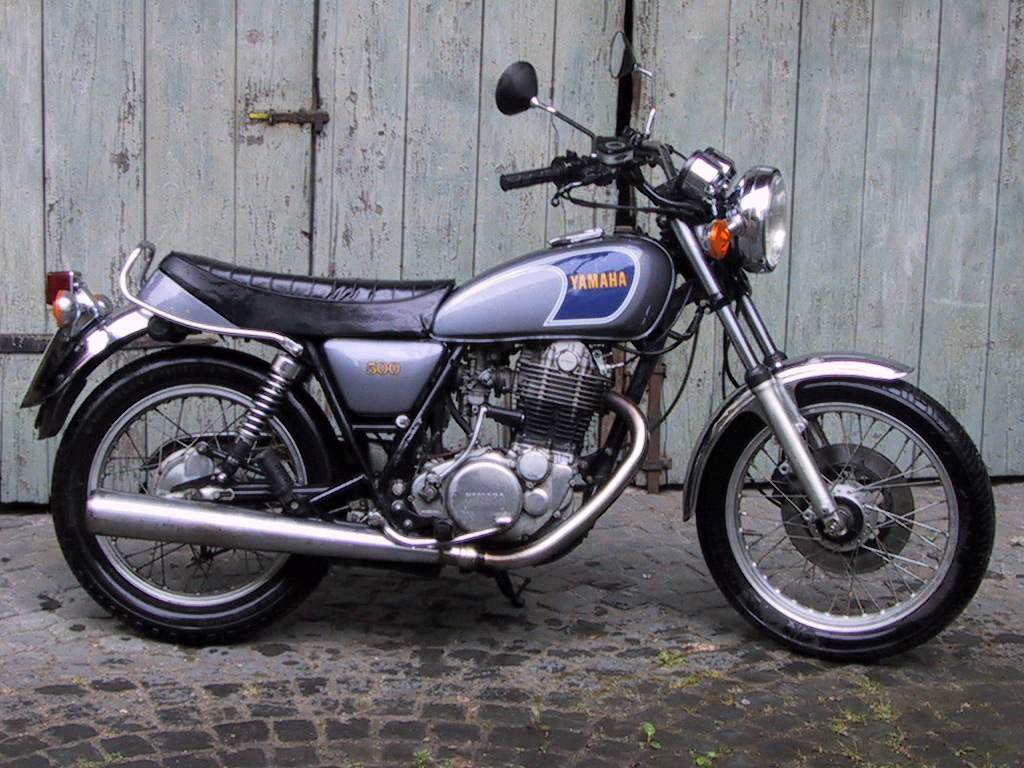
یاماها اس‌آر ۵۰۰

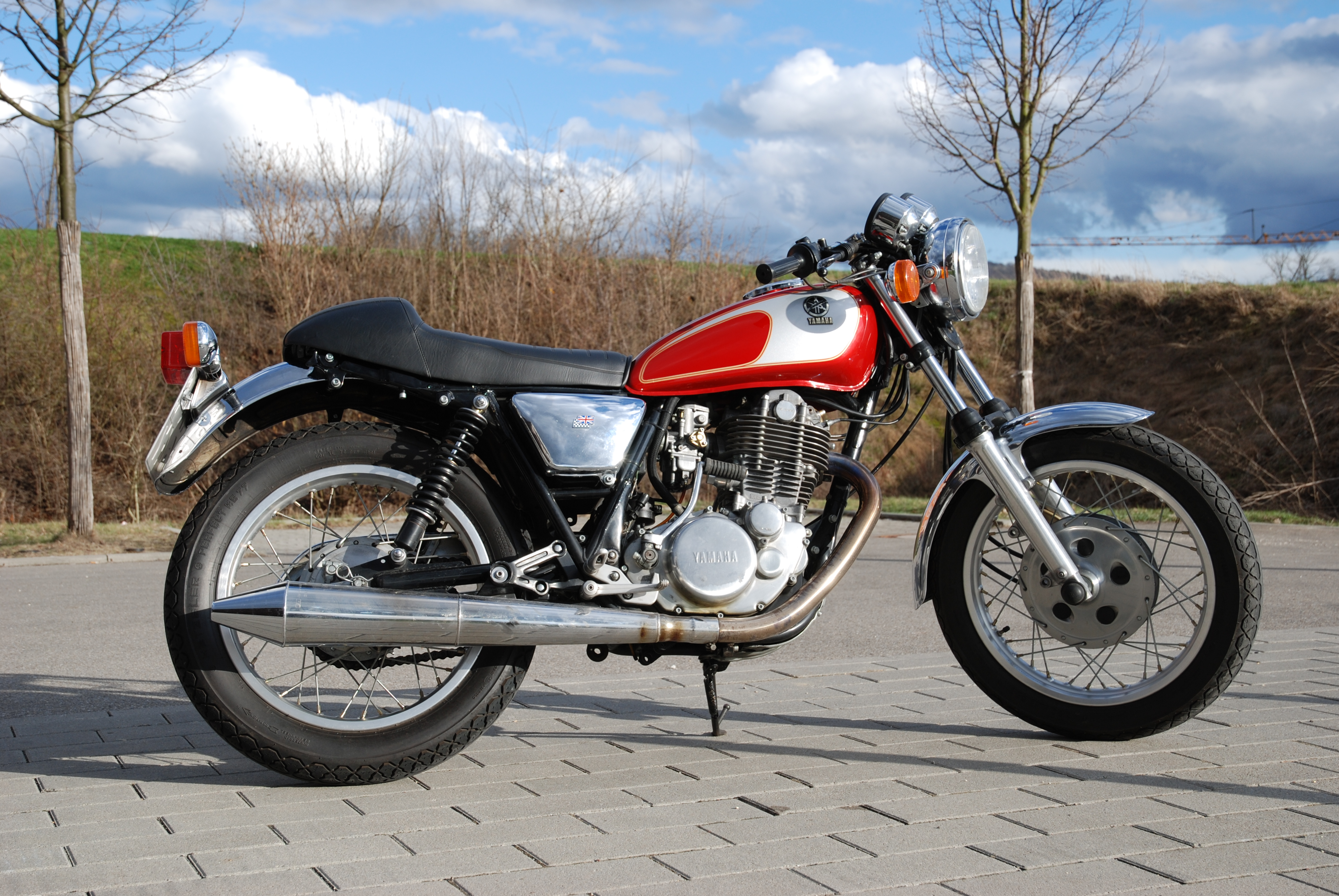
اصلاح شده کافه مسابقه یاماها اس‌آر ۵۰۰ در سال ۱۹۸۵